# Francisco de Moura
Francisco de Moura, född 1610, död 1675, var en spansk markis, ambassadör för kung Filip IV i Wien mellan 1649 och 1656, och generalguvernör eller ståthållare i de Spanska Nederländerna 1664–1668.